# Humniccy herbu Gozdawa

Humniccy – rodzina szlachecka herbu Gozdawa.
Wywodzą swój ród od Jerzego Matiaszowicza z rodu Balów.
Nazwisko pochodzi od nazwy rodowej wsi Humniska. W r. 1361   z nadania króla Kazimierza Wielkiego osiadają tu rycerze herbu Gozdawa, od których pochodzą Humniccy.
Rodzina nosiła tytuł hrabiowski.

## Przedstawiciele rodu
- Jan z Humnisk, dziekan przemyski, r. 1478
- Rafał z Humnisk, brat Jana, r.1478
- Elżbieta Humnicka – w 1615 poślubił ją  Zygmunt Kazanowski i mieli kilkoro dzieci: Helenę, Katarzynę, Aleksandra, Stanisława (?–1648), Adama (ok. 1599 – 1649).
- Konstancja Humnicka z Humnisk h. Gozdawa (ok. 1690 zm. ok. 1740) mąż jej Jan Tomasz Sieńkiewicz (ok. 1680 zm. ok. 1730)
- Stanisław Humnicki, wojski sanocki, w roku 1648 właściciel Brzeżawy
- Michał Humnicki z Humnisk h. Gozdawa (ok. 1680 - ok. 1730) ożeniony z Barbarą Trzcińską (ok. 1660 - ok. 1710)
- Katarzyna Humnicka z Humnisk h. Gozdawa (ur. 1720)
- Ignacy Humnicki (ur. 5 lutego 1798 w Mnichowie, zm. 15 maja 1864 w Krakowie) – polski dramatopisarz.
- Michał Humnicki, (zm. 24 października 1814 roku w Birczy) –  cześnik żydaczowski w r. 1790,
- Mikołaj Humnicki, na początku XIX wieku właściciel Birczy
- Józefa Humnicka, po mężu Borkowska, właścicielka Birczy około 1840 roku
- Chris Humnicki, ur. 22 października 1941, był prezydentem Rotary Club Menteng (Dżakarta, Indonezja)